# Erold Saint-Louis
Erold Saint-Louis est un écrivain haïtien né à Léogâne en 1984.

## Biographie
Il fait des recherches sur le vodou haïtien et pense qu'il s'agit d'un héritage culturel d'origine haïtienne et même africaine. Il encourage les intellectuels haïtiens à faire des recherches solides sur cette religion et à aider les gens à mieux comprendre son essence; afin qu'ils puissent conserver la mauvaise influence et la corruption qui s'y imprègnent à travers l'histoire: il retournerait à sa source d'origine dans la Suprême Lumière. Il croit également au droit de chacun d'adorer ce qu'il veut dans sa religion sans persécution. 
Il se bat pour l'éducation en Haïti en langue créole haïtienne. Il a déjà traduit des livres d'autres langues dans la langue créole haïtienne. Il publie également de la poésie et de nombreux autres documents importants en créole. C'est un jeune militant, chercheur, penseur, artiste, dramaturge, danseur, activiste socioculturel qui pense constamment à Haïti et défend son pays avec les droits de l'homme, la liberté d'expression, de vie et de pensée. Il est fondateur et directeur de Kreyolab.
Il est l'un des membres fondateurs de l'organisation humanitaire Dream for Haiti.

## Œuvres
- Bonnanj Pwezi : kaye Kreyol bonjou ayisyanozofi', éditions Digi World, Chicago, 2005[2].
- Toutouni, Webversity Publishing Company